# Агоп'ян Олексій Мігранович
Олексій Мігранович Агоп'ян (9 жовтня 1960, Одеса) — український актор вірменського походження. Популярність отримав завдяки зйомок в «Маски-шоу» та «Каламбурі».

## Життєпис
Народився Олексій Агоп'ян 9 жовтня 1960 року в Одесі. Закінчив у 1983 році Одеський політехнічний інститут за спеціальністю «Технологія машинобудування, металорізальні верстати та інструменти». Згодом закінчив Ленінградський Державний інститут театру музики і кінематографії ім. Черкасова (майстерня І.П.Владимирова).
Ще в інституті захопився КВНом.
У 1990 році разом з Юрієм Стицковським створив дует «Солодке життя», який самостійно існував до 1992 року, після чого влився в Комік-трупа «Маски». Під час роботи в трупі брав участь в серіалі Маски-шоу і познайомився з тріо Магазин «Фу». У 1995 році «Солодке життя» і «Магазин „Фу“» об'єдналися в групу «Full House» і після кількох гастролей вирішили створити власне телешоу, яке отримало назву «Каламбур».
У 2001 році, брав участь в серіалі «Комедійний коктейль», з 2003 до 2004 ріку знімався в передачі «Мамаду» разом з Валентином Опалєвим і Віктором Андрієнком. У 2007 році Олексій Агопьян разом зі своїм давнім знайомим по «Маски-шоу» Володимиром Комаровим знявся в продовженні серіалу «Солдати»-«Прапорщик». Актори-коміки зіграли двох гультяїв.
Нині Олексій Агопьян знімається у телесеріалах та художніх фільмах. З 2012 року бере участь в пародійному шоу «Велика різниця». Грає у театрі «Дім клоунів» (м. Одеса). 

### Особисте життя
Олексій Агопьян одружений. Дітей немає.

## Фільмографія
- 1991 — Ніч грішників — епізодична роль
- 1992–2006 — «Маски-шоу» (ТВ)
- 1997 — Афери, музика, любов...
- 2002 — Жіноча логіка-2 — співкамерник Тумановою
- 2002 — Дружна сімейка — репетитор
- 2004 — Зцілення коханням — Льова, господар ресторану
- 2004 — Весела компанія — Письменник Кунін
- 2005 — Право на любов — Рубен Гибарян
- 2006 — Все включено
- 2006–2007 — Янгол-охоронець — Борис Варданян
- 2007 — Прапорщик Шматко, або «Е-моє» — Міша
- 2009 — Дві сторони однієї Анни — Марк
- 2009 — Смішніше, ніж кролики
- 2009 — Посмішка Бога, або Чисто одеська історія — чоловік мадам Парнокопитенко
- 2010 — Ливарний (телесеріал)
- 2011 — Інтерни — Пацієнт-псих Трошкін (80 серія)
- 2011 — Московський декамерон — Гарік
- 2011 — Лісник — Андрюшин
- 2011 — Заєць, смажений по-берлінськи — військовий кореспондент
- 2012 — Одеса-мама — Ніколя
- 2012 — Страшна красуня
- 2013 — Я-Ангіна — Казарінов
- 2013 — Чарівні історії:Еліксир доброти — Согур
- 2013 — Спецзагін «Шторм» — Жаров
- 2014 — Брат за брата 3 — Потапов
- 2014 — Купрін — епізодична роль
- 2014 — Світло і тінь маяка — Лисий
- 2015 — Таємнича пристрасть — Кукуш Октава